# Walter van Fleet
Walter Van Fleet (18 de junio de 1857, Piermont Nueva York - 26 de enero de 1922 en Nueva York) fue un médico, horticultor rosalista e hibridador de rosas estadounidense.

## Biografía
Walter Van Fleet nació en Piermont, junto al río Hudson el 18 de junio de 1857. Sus antepasados vinieron de Holanda. Se graduó en medicina, que ejerció durante un tiempo, pero su deseo más profundo era el de hibridar plantas. Abandonó la medicina para llevar a cabo el trabajo de su vida. 
Su obra como rosalista comenzó con unos treinta años, y los experimentos, principalmente con Rosa wichuraiana y con Rosa rugosa. Sus rosales escaladores se encuentran clasificados entre los mejores en el mundo.
El Dr. Walter Van Fleet trabajó en el Departamento de Agricultura de la Estación de Introducción de Plantas de Estados Unidos en la estación de Glenn Dale, Maryland, desde 1905 hasta la década de 1920. Uno de los principales objetivos del departamento fue cultivar plantas que fueran lo suficientemente resistentes, y convenientes entre otros aspectos, al clima de América del Norte, que es, para los estándares europeos, muy frío en invierno y caluroso y húmedo en verano ... Con el uso de Rosa rugosa, Van Fleet consiguió varios híbridos muy resistentes incluyendo 'Sarah Van Fleet'. Un cruce con un híbrido de té, que se introdujo en 1926.
El Dr. Van Fleet con frecuencia escribió acerca de su deseo de proporcionar a los estadounidenses unas rosas que florezcan sin el cuidado que requieren los híbridos de té y otras variedades tiernas que se importaban de Inglaterra y del Continente europeo. Usando Rosa setigera, Rosa wichuraiana y otras rosas silvestres, creó escaladores resistentes que él llamó "rosas en patios" - variedades que esperaba que combinan hermosas flores, follaje exuberante, resistencia a las enfermedades, y la capacidad de prosperar en el medioambiente de Estados Unidos.
Cuando Van Fleet murió repentinamente en 1922, dejó tras de sí un gran número de plantas de semillero de nuevas rosas. En otras el Departamento de Agricultura lleva a término el trabajo que ya había iniciado, y algunas de sus mejores rosas se introdujeron en el mercado años después de su muerte. Los ejemplares de dos de ellos, 'Sarah Van Fleet' y 'Dr. E.M. Mills', fueron dadas al Jardín Botánico de Brooklyn y se convirtió en parte de la plantación original en la Rosaleda Cranford en 1927.

## Actividades
La concesión de la medalla en 1919 que se hizo al Dr. Walter Van Fleet, por parte del Departamento de Agricultura, Washington D. C., Estados Unidos "por los avances en la hibridación de las plantas de jardín, sobre todo de la rosa." El nombre de "Van Fleet" es sinónimo de meritorias rosas trepadoras de inequívoco origen estadounidense ".
Van Fleet trabajó para el USDA como un productor de híbridos de plantas, la creación de nuevas variedades de pequeños frutos, vegetales y flores ornamentales. Van Fleet era una fuerza importante en la American Rose Society. Su rosa 'New Dawm', una de la rosas trepadoras más influyentes del siglo XX, era un desporte de su rosa, 'Dr. Van Fleet'. A menudo olvidados, ya que son de una sola floración, los rosales trepadores o rampantes de Van Fleet todavía se pueden encontrar cada vez más alrededor de las casas antiguas y en los cementerios a lo largo de todo Estados Unidos.

## Algunos de los logros de Walter Van Fleet

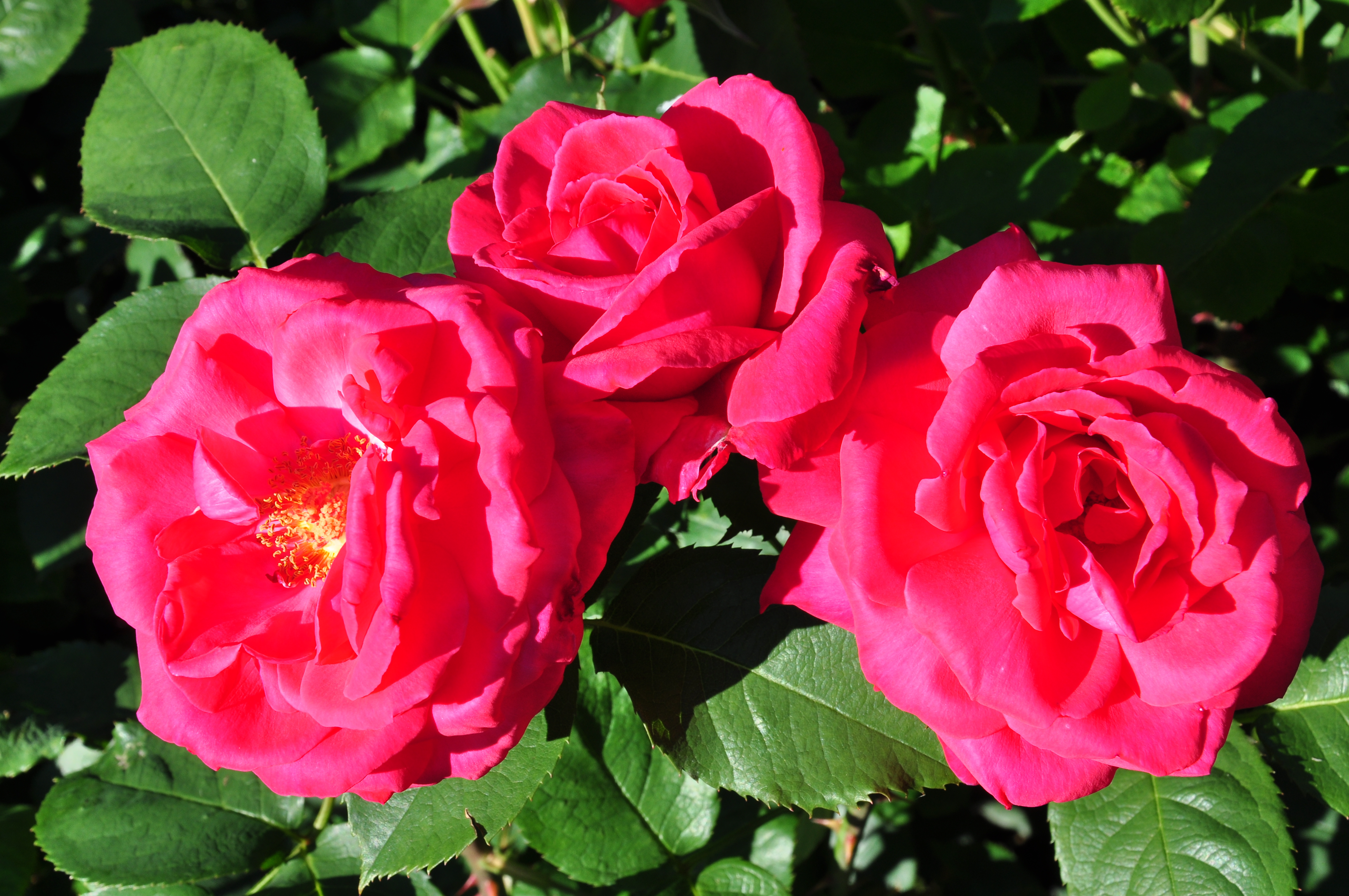
'May Queen', (Van Fleet 1898), Híbrido Wichurana.
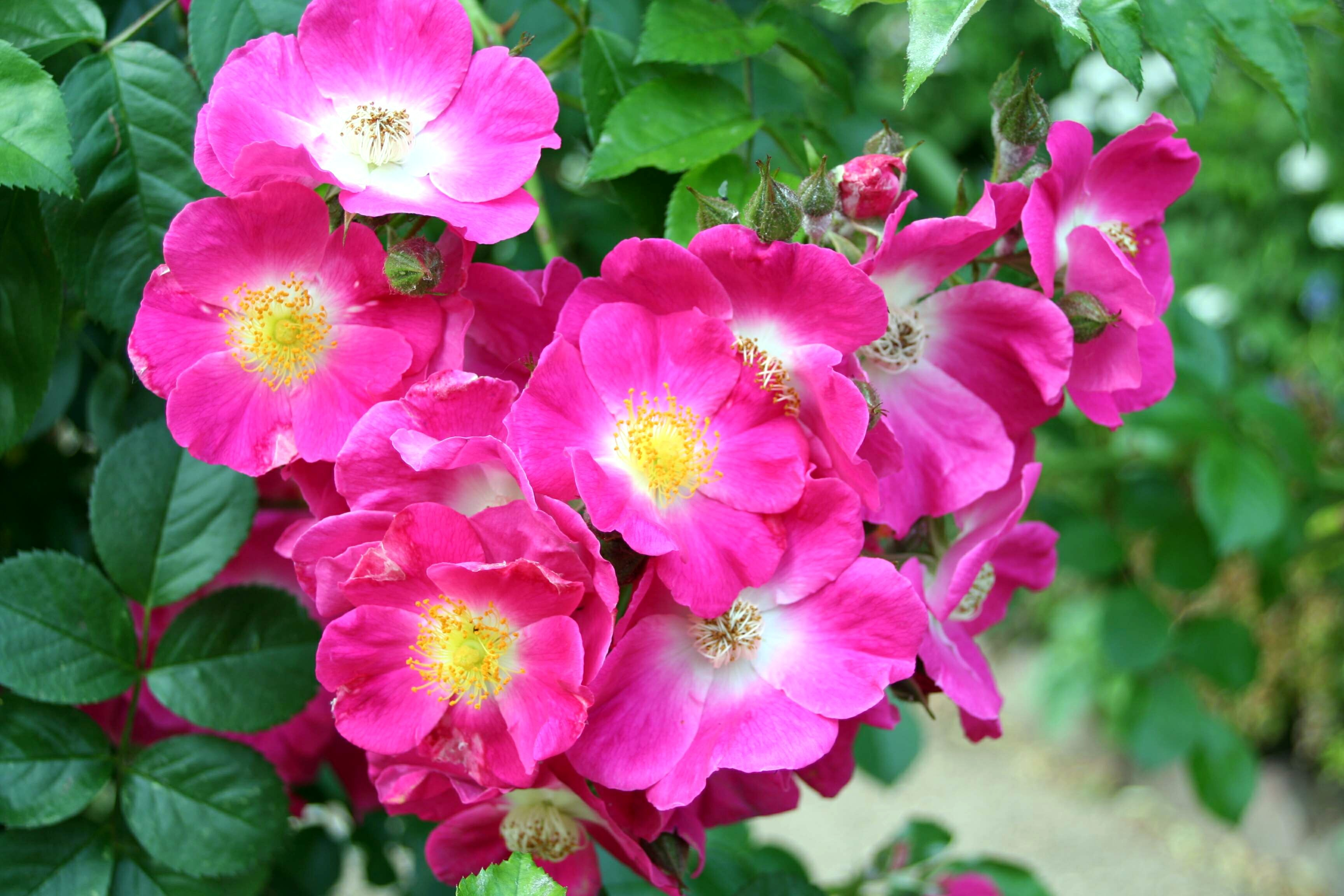
'American Pillar', (Van Fleet 1902), Híbrido Wichurana.
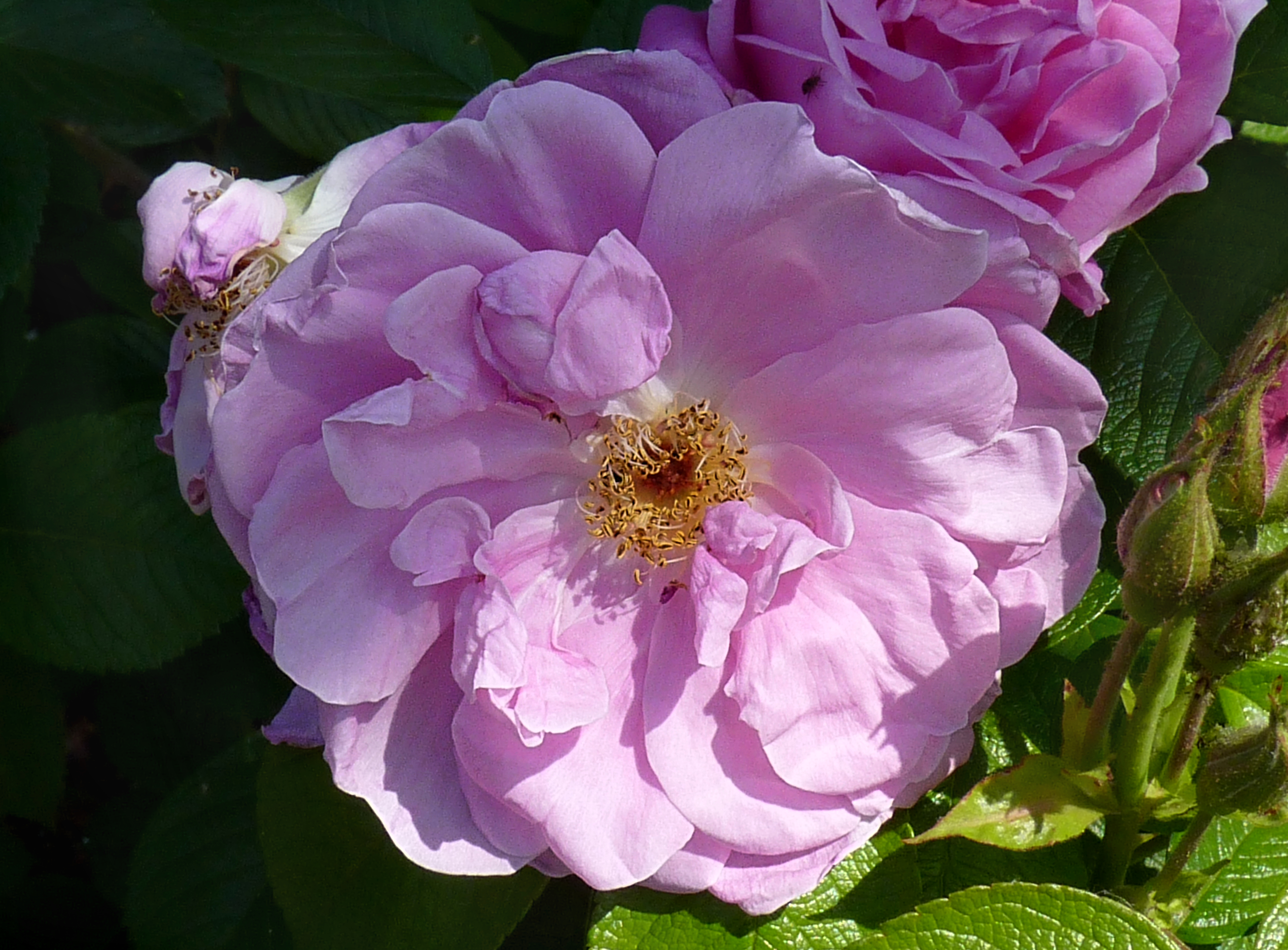
'Sarah Van Fleet', (Van Fleet antes de 1922), Híbrido Rugosa.
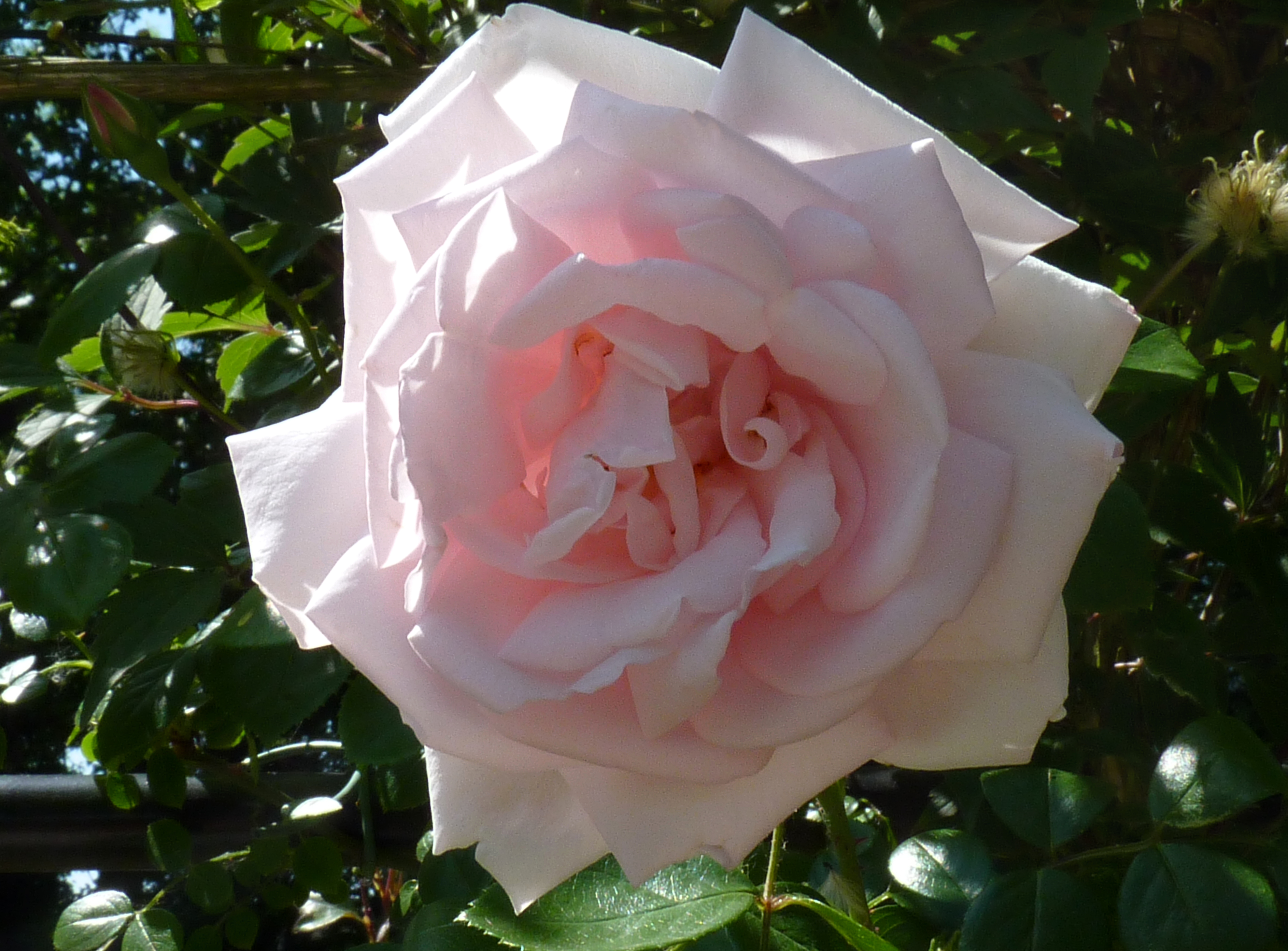
'New Dawn', (Van Fleet 1930), Híbrido Wichurana. Galardonada como rosa favorita del mundo del año 1997.